# Jean-Michel Bardet
Pour les articles homonymes, voir Bardet.
Jean-Michel Bardet, né le 17 novembre 1964 à Briançon (Hautes-Alpes), est un prêtre catholique et chanteur français.

## Biographie
Né dans une famille de cinq enfants à Briançon, Jean-Michel Bardet commence sa formation musicale avec le piano, puis étudie le trombone à l'école de musique de Briançon et au conservatoire de Gap.
Titulaire du baccalauréat de techniques de la musique et d'une médaille d'or de trombone au conservatoire de Grenoble, il entre au conservatoire supérieur de musique de Lyon dans la classe de Michel Becquet où il obtient son diplôme en 1987. Membre du Quatuor de Cuivre Aria, il se produit en différents pays d'Europe. Musicien supplémentaire de l'Orchestre national de Lyon sous la direction d'Emmanuel Krivine, il participe également aux sessions de l'Orchestre international des jeunesses musicales. Jean-Michel Bardet joue longtemps aux côtés du trompettiste Guy Touvron.
Il poursuit sa formation sur instrument ancien comme la sacqueboute au conservatoire de Toulouse auprès de Jean-Pierre Mathieu. Il participe alors à la création de l'ensemble La Fenice et joue habituellement avec Les sacqueboutiers de Toulouse,  Hespèrion XXI et Concerto Köln.
Après ses années de séminaire à Ars, puis à Avignon, il est ordonné prêtre pour le diocèse de Gap en 1997.
Entre 1997 et 2007, il suit le cursus de la classe de chant au conservatoire de Gap  et continue la pratique du trombone dans l'ensemble du département des Hautes Alpes auprès de l'orchestre symphonique Opus 05.
Nommé curé de quatre paroisses du Guillestrois au début de son ministère, puis de Saint-Bonnet-en-Champsaur, il reçoit en septembre 2004 la charge de curé de la cathédrale de Gap.
Le 28 septembre 2014, il est installé curé pour le Briançonnais par Jean-Michel Di Falco. Il est nommé vicaire général du diocèse de Gap en avril 2016.

## Le groupe «Les Prêtres»
Afin de financer, entre autres, la construction d'une église, Jean-Michel Di Falco crée le groupe Les Prêtres, composé de Jean-Michel Bardet, Charles Troesch et Joseph Dinh Nguyen Nguyen, trois membres du clergé de son diocèse, qui sortent le 29 mars 2010 l'album Spiritus Dei.
Le groupe connaît dès lors un très grand succès international, au travers des différentes tournées aux quatre coins du monde.
Après un démarrage spectaculaire, l'album est disque de platine et numéro 2 dans le classement officiel des ventes d'albums en France. Invité par France 2 sur le plateau d'Encore une chanson !, le groupe démarre une longue tournée. Il chante le 14 juillet 2010 à Gap et le 15 juillet 2010 à Sisteron pour le passage du Tour de France.
À partir du 12 avril 2010, le disque est certifié Disque de diamant et est en tête des ventes d'albums en France, première place qu'il garde pendant neuf semaines.
Il s'est vendu à plus de 800 000 exemplaires se classant deuxième au top des meilleures ventes de 2010.
Leur deuxième album, Gloria, sorti le 25 avril 2011, se classe numéro 1 dans le classement officiel des ventes d'albums en France dès la première semaine.
Le groupe Les Prêtres sort en avril 2014 son troisième et dernier album, Amen. Il se classe no 1 dès la première semaine
.